# Edmund Böhm
Edmund Böhm (* 25. Februar 1898 in Mankendorf; † 29. März 1965 in Feldkirchen) war ein deutscher Politiker (GB/BHE). Er war von 1954 bis 1958 Mitglied des Bayerischen Landtages.

## Leben
Böhm besuchte die Volks-, Bürger- und Handelsschule. Von 1915 bis 1918 nahm er als Soldat freiwillig am Ersten Weltkrieg teil, wo er 1918 in italienische Kriegsgefangenschaft geriet, aber im Herbst 1919 wieder freikam.
Nach Krieg und Gefangenschaft versuchte er vergeblich in Thüringen das Technikum zu besuchen, da die Spartakusaufständen dies unmöglich machten. Im Jahr 1920 gründete er ein technisches Warenhaus in Odrau, wo er später von Ende 1933 bis Juli 1938 Bürgermeister war. Am 15. Januar 1939 beantragte er die Aufnahme in die NSDAP und wurde rückwirkend zum 1. November 1938 aufgenommen (Mitgliedsnummer 6.896.464). Nach seinem Amt als Bürgermeister blieb er in der öffentlichen Verwaltung und war beim Landratsamt Troppau als Fachmann für die Gemeindewirtschaft tätig.
Böhm siedelte im November 1946 nach Rohrenfels, Kreis Neuburg/Donau und übernahm Anfang 1947 eine Stelle als Dienststellenleiter beim Landratsamt Neuburg. Seit 1948 war er Mitglied des Kreistages und -ausschusses sowie ab 1949 Leiter des Flüchtlings- und Kreiswohnungsamtes.
Er war vom 28. November 1954 bis zum 23. November 1958 Mitglied der 3. Legislaturperiode des Bayerischen Landtages. Ihm gelang der Einzug im Wahlkreis Schwaben. Böhm war von 1955 bis 1958 Mitglied des Ausschusses zur Einbringung von Vorschlägen für die Verwaltungsvereinfachung sowie Mitglied des Ausschusses für Ernährung und Landwirtschaft. Von 1957 bis 1958 nahm er die Funktion des stellvertretenden Vorsitzenden des Ausschusses für Angelegenheiten der Heimatvertriebenen und Kriegsfolgegeschädigten wahr.